# Западнокавкаски тур
Западнокавкаски тур (Capra caucasica) је врста сисара из реда папкара (Artiodactyla), фамилије шупљорожаца (Bovidae) и рода Коза. 

## Угроженост
Ова врста се сматра угроженом.

## Распрострањење
Врста је присутна у Русији и Грузији, али само на подручју Кавказа.

## Станиште
Станишта врсте су шуме и поља кукуруза. 
Врста је по висини распрострањена од 800 до 4000 метара надморске висине.